# Starý Vestec
Starý Vestec (en allemand : Alt Westetz) est une commune du district de Nymburk, dans la région de Bohême-Centrale, en République tchèque. Sa population s'élevait à 179 habitants en 2020.

## Géographie
Starý Vestec se trouve à 7 km au sud-sud-est de Lysá nad Labem, à 15 km à l'ouest-sud-ouest de Nymburk et à 31 km à l'est-nord-est du centre de Prague.
La commune est limitée par Přerov nad Labem et Semice au nord, par Velenka à l'est et au sud-est, et par Bříství au sud et à l'ouest.

## Histoire
La première mention écrite de la localité date de 1320.